# Havruta

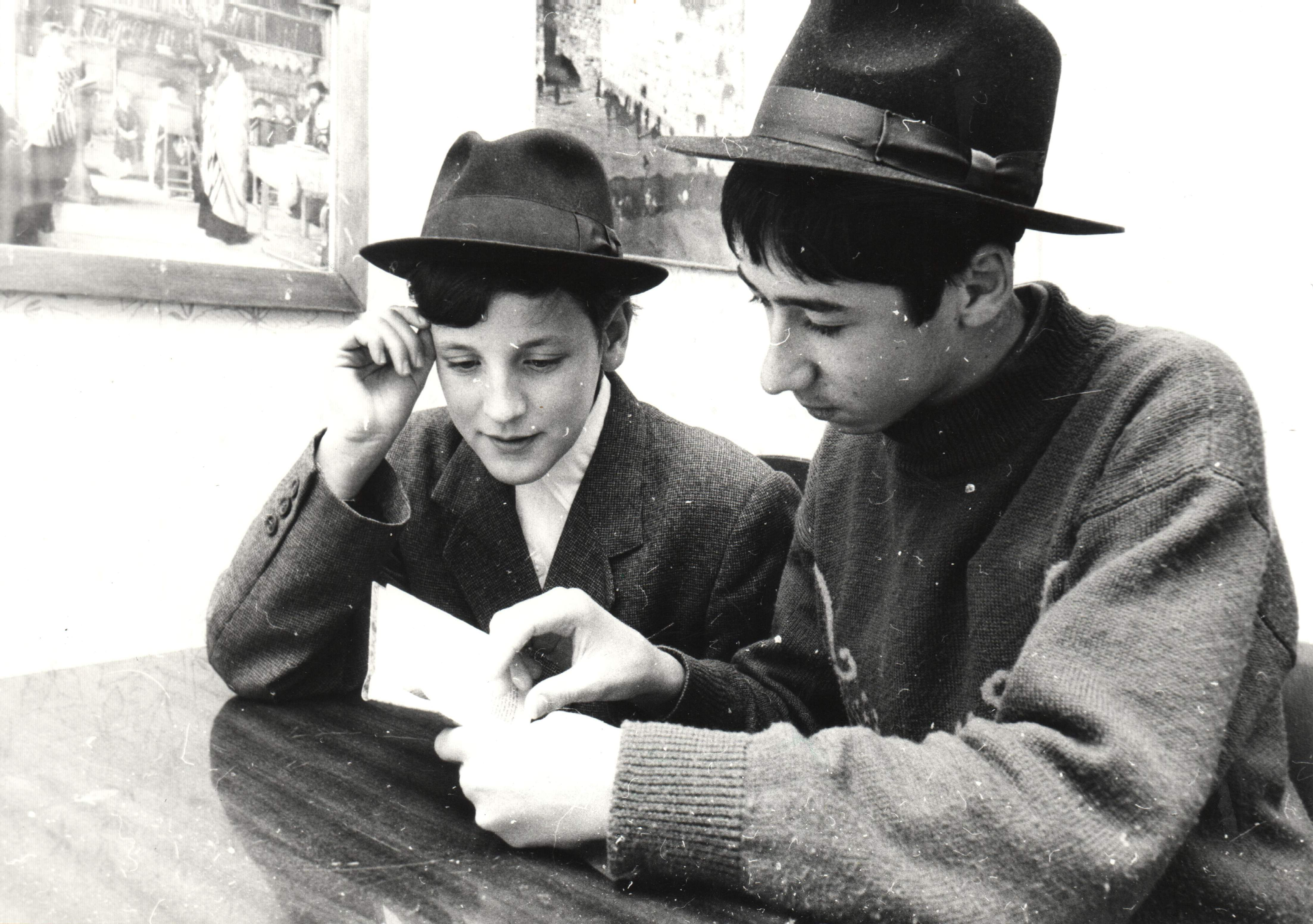
Dos companys estudiant amb el mètode havruta en una ieixivà.

El mètode d'estudi Havruta, també escrit com chavruta o chavrusa (en hebreu: חברותא, significa "amistat" o "germanor") és un mètode rabínic tradicional, per a l'estudi del Talmud babilònic, en el qual un parell d'estudiants analitzen, comenten, i debaten un text compartit. És un mètode d'aprenentatge primari a les ieixivot, a on els estudiants sovint es relacionen amb companys d'estudi, amb coneixements i habilitats similars, també practiquen aquest mètode homes i nens fora de la ieixivà, en el treball, en la seva llar, i en les vacances. És tradicional aprendre el Talmud babilònic amb un company.
A diferència d'una relació entre un mestre d'escola i un alumne, en la qual l'alumne memoritza i repeteix el material, l'aprenentatge del mètode havruta, fa que l'alumne analitzi el text, organitzi els seus pensaments, i desenvolupi arguments lògics, també que expliqui el seu raonament, escolti les respostes del seu company, i qüestioni les seves idees amb els companys, sovint arribant a idees completament noves sobre el significat del text. L'aprenentatge del mètode havruta és tradicionalment practicat per homes i per nens, però també s'ha fet popular en les ieixivot femenines que estudien els textes talmúdics.